# 浄心寺 (飯能市)
浄心寺（じょうしんじ）は、埼玉県飯能市にある曹洞宗の寺院。

## 歴史
明応・文亀年間（1492年 - 1504年）、聚栄常福によって開山された。開基は瑞林院殿月叟浄心居士（俗姓は岩沢氏）で、現在の当寺の檀家にも開基の末裔がいる。当初は「瑞林院」と称していた。
1607年（慶長12年）に吉州伊豚によって中興された。吉州伊豚は現在の同市飯能の曹洞宗の寺院能仁寺の第5世住職である。

## 交通アクセス
- 飯能駅より徒歩14分。